# Temple d'Atena (Paestum)
El Temple d'Atena de Paestum, també anomenat Temple de Ceres (datat del 500 abans de la nostra era), és un temple grec dins el jaciment grecoromà de Paestum, al municipi de Capaccio Paestum, a la província de Salern, a la Campània. Es va construir al Santuari nord, en una posició diametralment contrària al Santuari sud, on es troben el temple de Neptú i la basílica.

## Característiques
Construït sobre un relleu artificial del sòl, sobre un santuari que degué ser destruït per un incendi, té un frontó alt i un fris dòric a la façana, decorat amb mètopes incrustades en el gres, sobre columnes dòriques lleugerament esveltes. L'estructura és més simple que la dels dos temples dedicats a Hera: té pronaos i naos, manca, però, d'àditon, que és la cambra del tresor en la banda de darrere.
Dissenyat seguint un esquema innovador de proporcions equilibrades, amb 6 columnes frontals i 13 de laterals d'igual grandària i forma, el santuari presenta una sumptuosa policromia.
Dins els grans pronaos tenia sis columnes d'estil jònic, de les quals quatre són frontals i dues laterals, i només en resten les bases i dos capitells; aquests, com en el cas de la "basílica", sorgeixen d'un collaret ornamentat. Sembla que n'és el primer exemple de la presència dels dos ordres, el dòric i el jònic, en el mateix edifici, en la columnata, en l'entaulament i en la coronació del temple.
Quasi no resta res de la cel·la destinada a albergar l'estàtua de la dea: només se'n veuen el pis elevat si fa no fa un metre i les petjades de les escales laterals que devien dur al sostre.
Durant l'excavació del 1937, realitzada per Amedeo Maiuri, isqueren a la llum terracotes arquitectòniques que van permetre reconstruir la coberta de l'edifici d'època arcaica, un dels més antics de Poseidonia (nom grec de Paestum).
Tradicionalment, el temple s'havia atribuït a Ceres, però després del descobriment de moltes figuretes de terracota que representen Atena, se suposa que li anava dedicat.
En l'antiguitat tardana, al voltant del segle viii, l'estructura es va fer servir d'església: el santuari es tancà amb murs entre les columnes, es van derrocar els murs de la cel·la i s'emprà el deambulatori sud per a enterraments. Aquestes estructures ha estat eliminades durant les campanyes d'excavació de la dècada dels 1940.